# Гайон (Эр)
Гайон (фр. Gaillon) — коммуна на севере Франции, регион Нормандия, департамент Эр, округ Лез-Андели, центр одноименного кантона. Расположена в 27 км к северо-востоку от Эврё и в 48 км к юго-востоку от Руана, в 4 км от автомагистрали А13 "Нормандия". В 3,5 км к северо-востоку от центра коммуны находится железнодорожная станция Гайон-Обвуа линии Париж-Гавр. 
Население (2018) — 6 892 человека.

## История
История Гайона начинается с появления в этих местах викингов, ставших первыми герцогами Нормандии. Вдоль своих границ нормандские герцоги выстроили серию хорошо укрепленных замков, призванных помочь в отражении нападения королевских войск. Один из таких замков был построен в Гайоне.
В 1192 году французский король Филипп II Август в ходе войны с Ричардом Львиное Сердце за Нормандию захватил замок Гайон. После этого Ричард приказал построить в нескольких километрах севернее, на противоположном берегу Сены, новый замок - знаменитый Шато-Гайар. В 1262 году король Людовик IX передал замок Гайон архиепископу Руана, который сделал его своей резиденцией.
В 1419 году англичане под командованием Томаса Ланкастера, герцога Кларенс осадили замок; французы отбили его, но затем англичане все же завладели Гайоном. Через пять лет герцог Бедфорд приказал снести замок, пощадив только дом архиепископа.
Новый замок был построен в 1500-1509 годах по приказу Жоржа д'Амбуаза, архиепископа Руанского и министра короля Людовика XII, в стиле Ренессанса; он был первым подобным замком во Франции, за ним последовали замки на Луаре. После Великой Французской революции, в 1816 году, замок был превращен в тюрьму и оставался ею до 1901 года. 

## Достопримечательности
- Шато Гайон ― один из лучших образцов французского Ренессанса
- Церковь Святого Оуэна XIII-XVIII веков
- Дом с фахверком XVI века на площади у церкви

## Экономика
Структура занятости населения:
- сельское хозяйство — 0,8 %
- промышленность — 22,6 %
- строительство — 5,2 %
- торговля, транспорт и сфера услуг — 42,1 %
- государственные и муниципальные службы — 29,2 %

Уровень безработицы (2017) — 19,5 % (Франция в целом — 13,4 %, департамент Эр — 13,4 %). 

Среднегодовой доход на 1 человека, евро (2018) — 18 600 (Франция в целом — 21 730, департамент Эр — 21 700).

## Демография
Динамика численности населения, чел.

## Администрация
Пост мэра Гайона с 2020 года занимает Одиль Ант (Odile Hantz). На муниципальных выборах 2020 года возглавляемый ею независимый список победил во 2-м туре, получив 60,86 % голосов.
| Период | Период | Фамилия            | Партия                    | Примечания                                  |
| ------ | ------ | ------------------ | ------------------------- | ------------------------------------------- |
| 1971   | 2001   | Морис Мер          | Социалистическая партия   | врач, член Генерального совета департамента |
| 2001   | 2008   | Серж Шампе         | Союз за народное движение |                                             |
| 2008   | 2020   | Бернар Ле Дилаврек | Социалистическая партия   | учитель                                     |
| 2020   |        | Одиль Ант          |                           |                                             |

## Города-побратимы
- Зарштедт, Германия

## Галерея

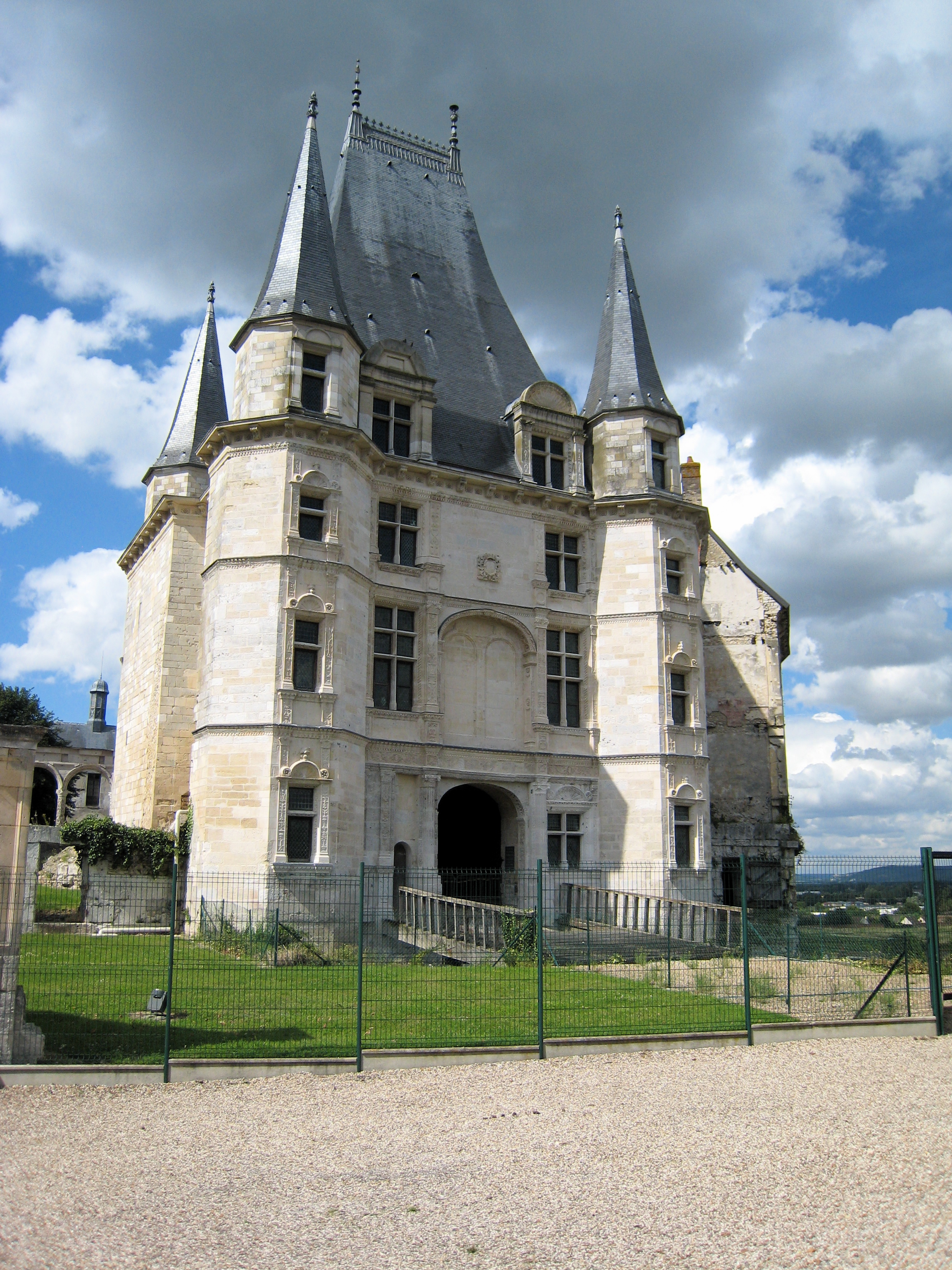
Шато Гайон
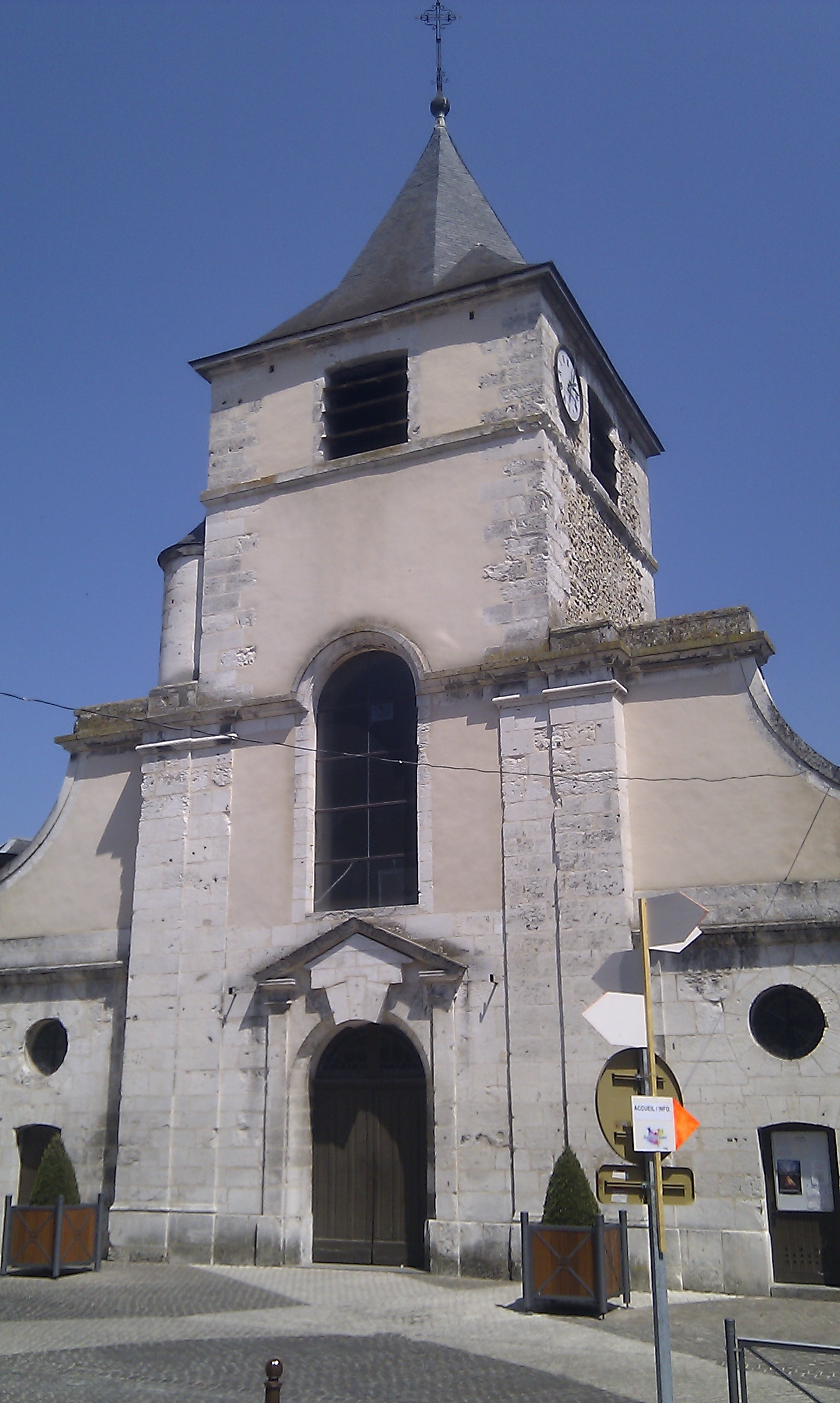
Церковь Святого Оуэна
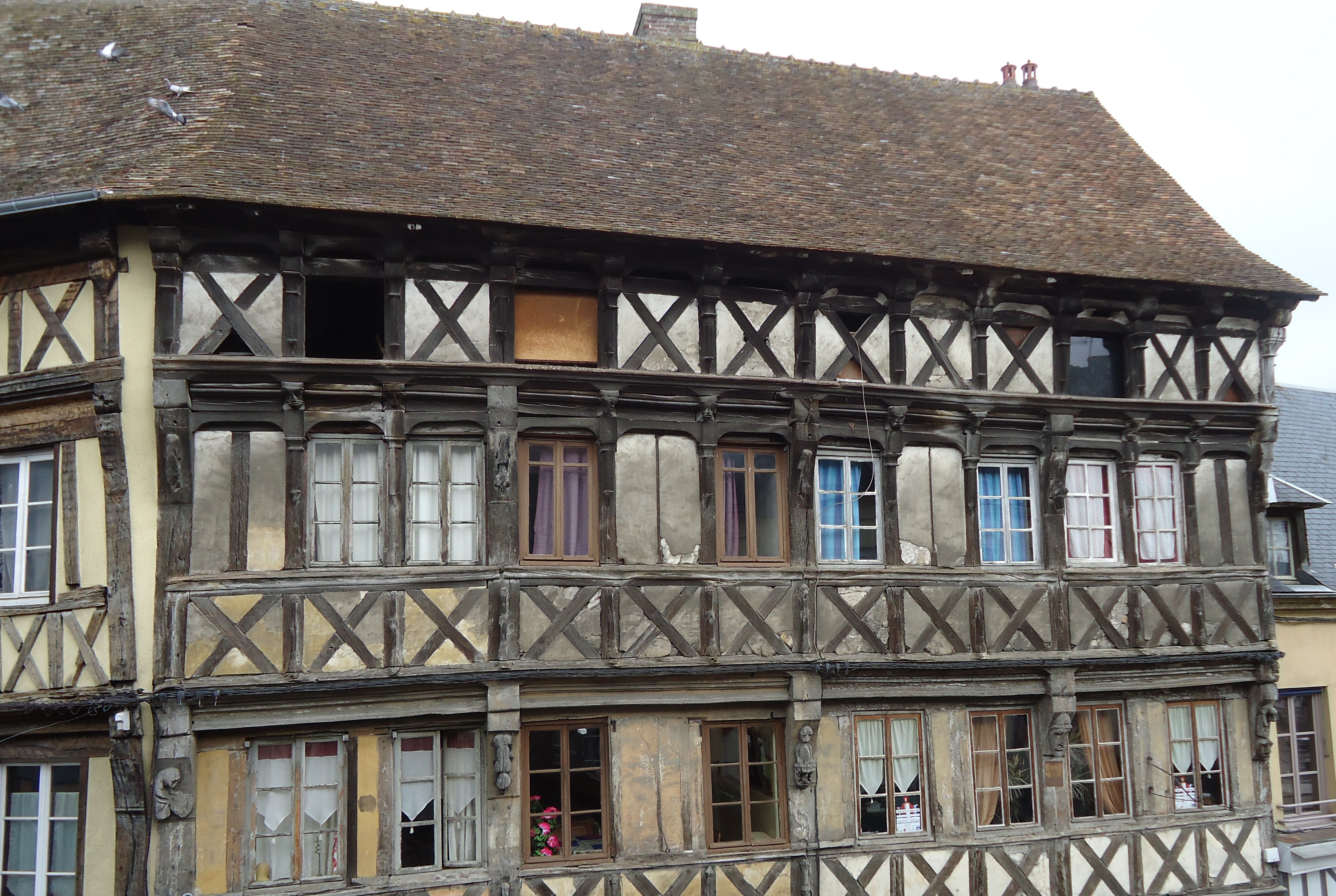
Дом с фахверком
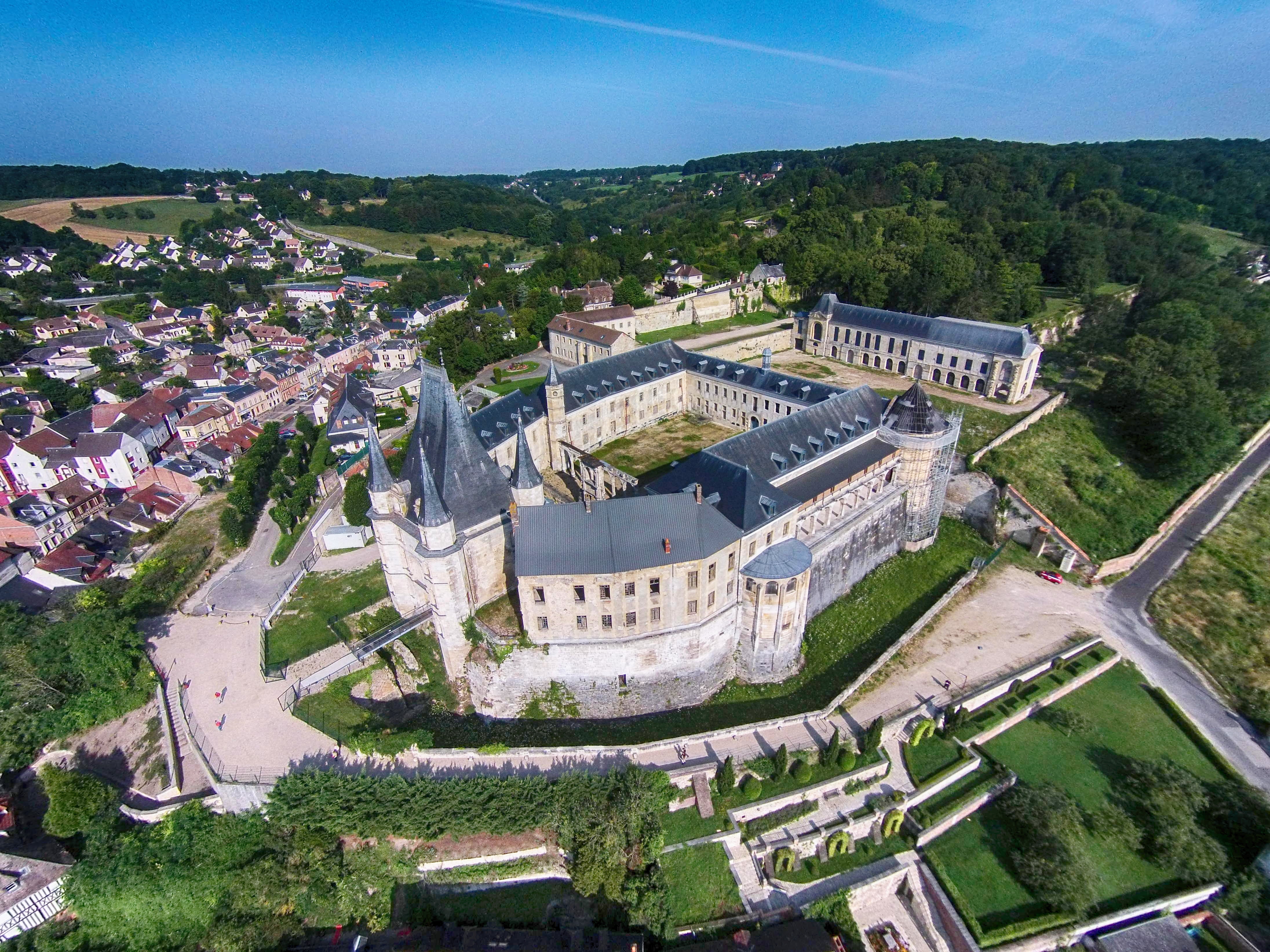
Вид сверху на шато